# Dioscoride (poeta)
Dioscoride (Nicopoli, seconda metà del III secolo a.C. – fine III secolo a.C.?) è stato un poeta greco antico.

## Biografia
Forse alessandrino, Dioscoride visse nella seconda metà del III secolo a.C., come evidente dal fatto che scrisse un epigramma - inciso sul sepolcro - in morte del commediografo Macone, vissuto nella prima metà dello stesso secolo :
porta un'edera contenziosa, vivente, sulla tomba:

ché non hai qualcosa di ritrito, ma dell'arte arcaica

qualcosa di degno tu porti come resto.

E ciò dirà il vecchio: "O città di Cecrope, anche presso il Nilo

vi è ove germoglia il pungente timo tra le Muse".»
(AP, VII 708 - trad. A. D'Andria)
Visto che uno degli epigrammi indica, nella rubrica dell'Antologia Palatina, l'etnico "Nicopolita", si è pensato comunque che Dioscoride fosse di Nicopoli, sempre in Egitto.
Secondo alcuni, la vita di Dioscoride va collocata con precisione sotto il regno di Tolomeo Filopatore (221-203), mentre altri studiosi, basandosi sugli epigrammi di elogio del valore spartano, preferiscono una datazione agli ultimi anni del regno dell'Evergete (246-221) .

## Epigrammi
Sembra che Dioscoride fosse solo autore di epigrammi, conservati in numero di 41 nell'Antologia Palatina, tramite la Ghirlanda di Meleagro. Degli epigrammi considerati dioscoridei, solo 36 sono attribuiti all'autore attraverso il lemma Dioskoridou (o tou autou nel caso di epigrammi l'uno di seguito all'altro): 1-32; 34-37; a questi bisogna aggiungere il 38, attribuito a Dioskoridou Nikopolitou, 33, attribuito a Dioskorou, 41, attribuito a Diokrido, e 39 e 40, con doppia attribuzione .
Molti studiosi criticano gli epigrammi dioscoridei come poco creativi, in quanto mostrerebbero come l'ambiente letterario alessandrino fosse in declino già alla fine del III secolo: tuttavia, è stato rivalutato come dotato di grande creatività nel variare i propri temi, nonché di grande attenzione ai generi letterari, come dimostrano i 9 epitafi per i diversi poeti che egli compose, distinti per tragici (Tespi, Eschilo, Sofocle, Sositeo, Macone) e lirici (Saffo e Anacreonte).
Tra essi, appare notevole come Dioscoride scelga, in un certo qual modo, solo poeti "classici" o "classicisti", includendovi anche contemporanei volti a tale tipo di poesia, come Sositeo e Macone ed escludendo innovatori come Euripide e Callimaco . Un esempio del suo "classicismo" è AP VII, 410:
inventando nuovi diletti per gli abitanti dei villaggi,

al tempo in cui Bacco conduceva un coro

per il quale come premio delle gare c'era ancora un capro e un cesto di fichi attici.

I nuovi cambiano tali cose; il tempo infinito

apporterà molte altre innovazioni, ma ciò che è mio è mio»
(trad. di A. D'Andria)
Gli epigrammi erotici (in numero di 13) mostrano notevole voluttuosità (in alcuni casi un abbandono all'oscenità di lontana ascendenza archilochea) nel descrivere l'amore etero e omosessuale, pur seguendo i soliti temi della passione, dell'abbandono e del tradimento ormai resi canonici da più di un secolo di epigrammi. Un esempio è AP V, 56:
che consumano l'anima, vestibolo di una bocca di nettare,

e pupille che lampeggiano sotto folte sopracciglia,

reti e trappole del nostro cuore,

e un bel paio di mammelle bianche come il latte, attraenti,

ben fatte, più seducenti di qualsiasi bocciolo di fiore»
(trad. di M. Arsetti)
Per quanto concerne lo stile, Dioscoride appare assai prolisso e ridondante, mostrando una notevole tendenza ad ampliare le misure dell'epigramma e ad appesantirlo, in un certo modo, con parallelismi, preziosità linguistiche e ricercate collocazioni dei vocaboli .